# Schmerikon
Schmerikon es una comuna suiza del cantón de San Galo, ubicada en el distrito de See-Gaster a orillas del lago de Zúrich. Limita al norte con la comuna de Eschenbach, al este con Uznach, al sur con Tuggen (SZ), y al oeste con Rapperswil-Jona.

## Transportes
Ferrocarril
En la comuna existe una estación ferroviaria en la que efectúan parada trenes de larga distancia y regionales, permitiendo tener a la comuna buenas comunicaciones ferroviarias con las principales ciudades del cantón.